# كريستوفر تينغ
كريستوفر تينغ (بالإنجليزية: Christopher Tyng)‏ (و. 1955 – م) هو ملحن من الولايات المتحدة الأمريكية. ولد في بروكلين.

## وصلات خارجية
- كريستوفر تينغ على موقع IMDb (الإنجليزية)
- كريستوفر تينغ على موقع ألو سيني (الفرنسية)
- كريستوفر تينغ على موقع ميوزك برينز (الإنجليزية)
- كريستوفر تينغ على موقع أول ميوزيك (الإنجليزية)
- كريستوفر تينغ على موقع ديسكوغز (الإنجليزية)
- كريستوفر تينغ على موقع قاعدة بيانات الفيلم (الإنجليزية)